# (11359) Piteglio
(11359) Piteglio est un astéroïde de la ceinture principale.

## Description
(11359) Piteglio est un astéroïde de la ceinture principale. Il fut découvert le 27 janvier 1998 à San Marcello Pistoiese par Luciano Tesi et Vasco Cecchini. Il présente une orbite caractérisée par un demi-grand axe de 2,53 UA, une excentricité de 0,19 et une inclinaison de 12,3° par rapport à l'écliptique.

## Compléments